# チューブワーム
チューブワーム (tubeworm) とは、深海の熱水噴出孔や冷水湧出帯周辺に生息する生物である。発見当時は分類上の所属が不明なことから、チューブ状の棲管に入り、入り口から頭を覗かせる姿そのままの名前で呼ばれた。和名はハオリムシ（羽織虫）。
体長は数十センチメートルほどで先端には紅色のハオリをもつ。口・消化管・肛門などの消化管等をもたず、硫黄酸化細菌と細胞内共生している。ハオリから硫化水素等を取り込み細菌に供給し、細菌は有機物を供給している。
しかし、チューブワームが生息している場所は必ずしも硫化水素が豊富に含まれている海水ではない場合もあり、また海泥には硫化水素が豊富にあってもそこから硫化水素を取り込んでいることは確認されていない。そのため、体内に複数の細菌を棲み分けており、それらの細菌を使って硫黄の酸化・還元反応の両方が行われているとする科学者もいる。これと似た代謝系を持っている生物としてはシロウリガイがいる。だがそれでもその生理・生態は不明な点が多い。
1977年、ガラパゴス諸島沖の深海で、潜水艇「アルビン号」により発見される。発見当初、その様子のあまりの異様さと、しばらくはその分類学上の位置が決まらなかったことからそのままチューブワームと呼ばれ続けた。有鬚動物門のハオリムシ綱に分類されたが、現在では環形動物門多毛綱のシボグリヌム科に含める意見になっている。
もっとも浅いところに生息するチューブワームは、日本の九州鹿児島湾にて、深度100メートル以上の浅い海で生息しているサツマハオリムシである。